# Leslie Laing (strzelec)
Leslie Tait Laing (ur. w 1873 w Insch, Aberdeenshire, zm. 6 lipca 1933 w Johannesburgu) – południowoafrykański strzelec, olimpijczyk.
Laing wystąpił na Letnich Igrzyskach Olimpijskich 1924 w jednej konkurencji. Zajął 9. miejsce w karabinie dowolnym drużynowo, uzyskując najlepszy wynik w reprezentacji (startowało 18 zespołów).

## Wyniki

### Igrzyska olimpijskie
| Igrzyska   | Konkurencja                | Wynik                            | Miejsce | Źródło |
| ---------- | -------------------------- | -------------------------------- | ------- | ------ |
| Paryż 1924 | Karabin dowolny, drużynowo | 590 pkt. (druż.) 127 pkt. (ind.) | 9       | [ 2 ]  |